# Torneig de les Tres Nacions 2004
El Torneig de les Tres Nacions de l'any 2004, fou la novena edició d'aquesta competició, realitzada entre el 12 de juliol i el 16 d'agost. Els Springbooks conquistaren la segona copa, en un últim enfrontament contra Austràlia que decidia el torneig a Durban. Els sud-africans foren capaços de capgirar un partit que perdien al descans i conquistar el seu 2n títol.

## Classificació
| Nació        | Partits | Partits  | Partits  | Partits | Punts   | Punts     | Punts      | Bonus | Taula de punts |
| Nació        | jugats  | guanyats | empatats | perduts | a favor | en contra | difèrencia | Bonus | Taula de punts |
| ------------ | ------- | -------- | -------- | ------- | ------- | --------- | ---------- | ----- | -------------- |
| Sud-àfrica   | 4       | 2        | 0        | 2       | 110     | 98        | +12        | 3     | 11             |
| Austràlia    | 4       | 2        | 0        | 2       | 79      | 83        | −4         | 2     | 10             |
| Nova Zelanda | 4       | 2        | 0        | 2       | 83      | 91        | −8         | 1     | 9              |

## Resultats
|                      |                                            |            |                                                            |  |                                                                            |
| 17 de juliol de 2004 |                                            |            |                                                            |  |                                                                            |
|                      |                                            |            |                                                            |  |                                                                            |
| 19:35 NZST (UTC+12)  |                                            |            |                                                            |  |                                                                            |
|                      | Nova Zelanda                               | 16–7       | Austràlia                                                  |  | Westpac Stadium, Wellington                                                |
|                      |                                            | (D: 3–0)   |                                                            |  | Àrbitre: Alain Rolland (Irlanda)                                           |
|                      | Assaigs: Doug Howlett                      |            | Assaigs: Stirling Mortlock                                 |  |                                                                            |
|                      | Conversions: Carter                        |            | Conversions: Matt Giteau                                   |  |                                                                            |
|                      | Pen: Daniel Carter (3)                     |            |                                                            |  |                                                                            |
|                      |                                            |            |                                                            |  |                                                                            |
| 24 de juliol de 2004 |                                            |            |                                                            |  |                                                                            |
|                      |                                            |            |                                                            |  |                                                                            |
| 19:35 NZST (UTC+12)  |                                            |            |                                                            |  |                                                                            |
|                      | Nova Zelanda                               | 23–21      | Sud-àfrica                                                 |  | Jade Stadium, Christchurch                                                 |
|                      |                                            | (D: 12–21) |                                                            |  | Àrbitre: Andrew Cole (Austràlia)                                           |
|                      | Assaigs: Doug Howlett                      |            | Assaigs: Jean de Villiers, Jacques Cronjé, Fourie du Preez |  |                                                                            |
|                      | Pen: Daniel Carter (5), Carlos Spencer     |            | Conversions: Percy Montgomery (3)                          |  |                                                                            |
|                      |                                            |            |                                                            |  |                                                                            |
| 31 de juliol de 2004 |                                            |            |                                                            |  |                                                                            |
|                      |                                            |            |                                                            |  |                                                                            |
| 18:00 AWST (UTC+08)  |                                            |            |                                                            |  |                                                                            |
|                      | Austràlia                                  | 30–26      | Sud-àfrica                                                 |  | Subiaco Oval, Perth                                                        |
|                      |                                            | (D: 15–16) |                                                            |  | Àrbitre: Chris White (Anglaterra)                                          |
|                      | Assaigs: Tuqiri, Larkham, Latham, Rathbone |            | Assaigs: van der Westhuyzen, de Villiers, du Toit          |  |                                                                            |
|                      | Conversions: Giteau, Burke                 |            | Conversions: Montgomery                                    |  |                                                                            |
|                      | Pen: Giteau (2)                            |            | Pen: Percy Montgomery (3)                                  |  |                                                                            |
|                      |                                            |            |                                                            |  |                                                                            |
| 7 d'agost de 2004    |                                            |            |                                                            |  |                                                                            |
|                      |                                            |            |                                                            |  |                                                                            |
| 20:00 AEST (UTC+10)  |                                            |            |                                                            |  |                                                                            |
|                      | Austràlia                                  | 23–18      | Nova Zelanda                                               |  | Telstra Stadium, Sydney                                                    |
|                      |                                            | (D: 12–12) |                                                            |  | Àrbitre: Jonathan Kaplan (Sud-àfrica)                                      |
|                      | Assaigs: Lote Tuqiri                       |            | Pen: Daniel Carter (4), Carlos Spencer, Andrew Mehrtens    |  |                                                                            |
|                      | Pen: Matt Burke (2), Matt Giteau (4)       |            |                                                            |  |                                                                            |
|                      |                                            |            |                                                            |  |                                                                            |
| 14 d'agost de 2004   |                                            |            |                                                            |  |                                                                            |
|                      |                                            |            |                                                            |  |                                                                            |
| 15:00 SAST (UTC+02)  |                                            |            |                                                            |  |                                                                            |
|                      | Sud-àfrica                                 | 40–26      | Nova Zelanda                                               |  | Ellis Park, Johannesburg                                                   |
|                      |                                            | (D: 19–13) |                                                            |  | Àrbitre: Nigel Williams (Wales), · substituït per Donal Courtney (Irlanda) |
|                      | Assaigs: Joubert (3), Paulse, de Villiers  |            | Assaigs: Muliaina, Rokocoko                                |  |                                                                            |
|                      | Conversions: Percy Montgomery (3)          |            | Conversions: Andrew Mehrtens (2)                           |  |                                                                            |
|                      | Pen: Percy Montgomery (3)                  |            | Pen: Andrew Mehrtens (4)                                   |  |                                                                            |
|                      |                                            |            |                                                            |  |                                                                            |
| 21 d'agost de 2004   |                                            |            |                                                            |  |                                                                            |
|                      |                                            |            |                                                            |  |                                                                            |
| 15:00 SAST (UTC+02)  |                                            |            |                                                            |  |                                                                            |
|                      | Sud-àfrica                                 | 23–19      | Austràlia                                                  |  | ABSA Stadium, Durban                                                       |
|                      |                                            | (D: 3–7)   |                                                            |  | Àrbitre: Paddy O'Brien (Nova Zelanda)                                      |
|                      | Assaigs: Victor Matfield, Joe van Niekerk  |            | Assaigs: Lote Tuqiri, Stirling Mortlock, George Smith      |  |                                                                            |
|                      | Conversions: Percy Montgomery (2)          |            | Conversions: Matt Giteau (2)                               |  |                                                                            |
|                      | Pen: Percy Montgomery (3)                  |            |                                                            |  |                                                                            |

## Màxims anotadors
| Pos | Nom              | Assaig | Jugats | Selecció   |
| --- | ---------------- | ------ | ------ | ---------- |
| 1   | Jean de Villiers | 3      | 4      | Sud-àfrica |
| 1   | Marius Joubert   | 3      | 4      | Sud-àfrica |
| 3   | Lote Tuqiri      | 3      | 4      | Austràlia  |

| Pos | Nom              | Punts | Jugats | Selecció     |
| --- | ---------------- | ----- | ------ | ------------ |
| 1   | Percy Montgomery | 45    | 4      | Sud-àfrica   |
| 2   | Daniel Carter    | 38    | 3      | Nova Zelanda |
| 3   | Matt Giteau      | 26    | 4      | Austràlia    |